# Schietpartij in de synagoge van Pittsburgh
De schietpartij in de synagoge in Pittsburgh was een antisemitisch gemotiveerde terroristische aanslag die plaatsvond in de synagoge Tree of Life – Or L'Simcha Congregation in de wijk Squirrel Hill in de Amerikaanse stad Pittsburgh. De gemeente werd, samen met New Light Congregation en Congregation Dor Hadash, die ook het gebouw gebruikten, aangevallen tijdens de sabbat-ochtenddiensten op 27 oktober 2018. De dader doodde elf mensen en verwondde er zes, waaronder verschillende overlevenden van de Holocaust. Het was de dodelijkste aanval op de Joodse gemeenschap in de Verenigde Staten.
De dader, geïdentificeerd als de 46-jarige Robert Gregory Bowers, werd getroffen door meerdere schoten van de politie en ter plaatse gearresteerd.
Bowers had eerder antisemitische opmerkingen tegen HIAS (voorheen Hebrew Immigrant Aid Society) geplaatst op het online alt-tech sociale netwerk Gab. Dor Hadash had de week ervoor deelgenomen aan de Nationale Vluchtelingensabbat van HIAS. Verwijzend naar Centraal-Amerikaanse migrantenkaravanen en immigranten plaatste Bowers een bericht op Gab waarin hij schreef: “HIAS brengt graag indringers binnen die onze mensen vermoorden. Ik kan niet toekijken hoe mijn mensen worden afgeslacht. Ik ga naar binnen." 
Hij werd bij zijn berechting beschuldigd van 63 federale misdaden, waarvan sommige halsmisdaden zijn. Hij pleitte niet schuldig. Op 16 juni 2023 werd hij schuldig bevonden op alle federale aanklachten, en op 3 augustus 2023 werd hij ter dood veroordeeld, hij zou door middel van een dodelijke injectie worden terechtgesteld. Hij werd afzonderlijk geconfronteerd met 36 aanklachten bij de staatsrechtbank van Pennsylvania. (Zie #Strafrechtelijke aanklachten en procedures)

## Schietpartij
Om 09.45 uur waren er drie religieuze diensten aan de gang in de Tree of Life-synagoge, die drie verschillende gemeenten huisvestte. Tree of Life en New Light waren beide begonnen met een onafhankelijke sabbat-ochtenddienst in respectievelijk de Pervin-kapel en de kelder. De gemeenteleden van Dor Hadash waren verzameld aan de voorkant van het gebouw, voorafgaand aan hun Torah-studiesessie om 10.00 uur.
Om 9.50 uur EDT (13.50 UTC) ging een man, beschreven als een "bebaarde, zwaargebouwde blanke man", het gebouw binnen, opende het vuur en was "ongeveer 20 minuten aan het schieten". Hij was gewapend met een Colt AR-15 semi-automatisch geweer (door de autoriteiten aangehaald als een "aanvalsgeweer") en drie Glock .357 SIG semi-automatische pistolen, die hij volgens de autoriteiten alle vier afvuurde. Normaal gesproken zijn er op zaterdagochtend ongeveer 75 mensen in het gebouw.
De eerste twee personen die werden neergeschoten waren twee broers, Cecil en David Rosenthal, bij de hoofdingang, waarna de schutter naar beneden ging naar New Light. Sommigen die de schoten hoorden, herkenden ze aanvankelijk niet voor wat ze waren: rabbijn Jeffrey Myers, die zich boven bevond, dacht dat een kapstok was gevallen en kletterde.
Om 09.54 uur ontving de politie meerdere telefoontjes van mensen die in het gebouw waren gebarricadeerd en aangifte deden van de aanval.
Om 9.55 uur verstopte Melvin Wax, de leider van de diensten van New Light, zich in een pikzwarte kast in de kelder. Hij opende de deur van de kast en de schutter schoot hem onmiddellijk neer. Deze laatste merkte de andere drie gemeenteleden die in de kast bleven niet op. Twee andere leden van New Light (Gottfried en Stein) werden dodelijk neergeschoten in de kelderkeuken. Hij vermoordde ook Jerry Rabinowitz van Dor Hadash, een arts die op het geluid van geweerschoten af was gegaan om te zien of er iemand gewond was geraakt.
Om 9.57 uur verliet de schutter de kelder en ging naar boven, naar de grotere Tree of Life-dienst. Ongeveer 13 gelovigen hadden zich voor de sabbat-dienst verzameld in een kapel op de bovenverdieping. Myers hielp vier van hen de kapel te evacueren via een zijdeur, maar acht van de gelovigen bleven achter. De schutter doodde er zeven en verwondde er één.
Politiebronnen zeiden dat hij op een bepaald moment tijdens de aanval schreeuwde: "Alle Joden moeten sterven!"
Om 9.59 uur arriveerde de politie bij de synagoge. De schutter schoot vanaf de ingang op de politie, terwijl hij blijkbaar vertrok, en de politie schoot terug en dwong hem zich terug te trekken in het gebouw.
Een half uur later kwamen tactische teams het gebouw binnen en de schutter schoot ook op hen. Toen agenten hem bij terugvuur verwondden, trok hij zich terug op de derde verdieping en verstopte zich in een kamer. Hij had twee officieren en twee SWAT-leden gewond, waarvan één ernstig.
Om 11:08 uur kroop de schutter de kamer uit en gaf zich over, nadat hij meerdere keren was getroffen door kogels. Terwijl hij medische zorg kreeg in politiehechtenis, zou hij tegen een SWAT-officier hebben gezegd dat hij wilde dat Joden zouden sterven, en dat Joden genocide tegen zijn volk pleegden.

## Strafrechtelijke aanklachten en procedures

### Federale strafprocedures

#### Aanklacht en vooronderzoek
Bowers werd door het Amerikaanse ministerie van Justitie in eerste instantie beschuldigd van 29 federale misdaden.
Bowers verscheen op 29 oktober 2018 voor de federale rechtbank in Pittsburgh en werd bevolen zonder borgtocht te worden vastgehouden in afwachting van het proces. Twee dagen later werd Bowers op 44 punten aangeklaagd door een federale grand jury. Op de aanklachten staat een maximale straf van de doodstraf of 535 jaar gevangenisstraf. De tellingen omvatten haatmisdrijven, elf tellingen van belemmering van de uitoefening van religieuze overtuigingen met de dood tot gevolg, elf tellingen van gebruik van een vuurwapen om moord te plegen tijdens een geweldsmisdrijf, vier tellingen van belemmering van de uitoefening van religieuze overtuigingen resulterend in lichamelijk letsel van een persoon. openbare veiligheidsfunctionaris, en drie tellingen van gebruik en ontlading van een vuurwapen tijdens een geweldsmisdrijf. Op 1 november 2018 pleitte Bowers niet schuldig.
Op 29 januari 2019 heeft de grand jury Bowers aangeklaagd voor nog eens 19 aanklachten, waarvan 13 wegens haatmisdrijven. Op 11 februari 2019 werd Bowers voor de federale rechtbank gedaagd.
Het verdedigingsteam van Bowers bestaat uit twee openbare verdedigers plus de bekende strafrechtadvocaat Judy Clarke, een doodstrafexpert die door de rechtbank is aangesteld als mederaadsman voor de verdachte. De verdediging bood een pleidooiovereenkomst aan waarin Bowers schuldig zou bekennen in ruil voor een levenslange gevangenisstraf zonder voorwaardelijke vrijlating; federale aanklagers weigerden en eisten in plaats daarvan de doodstraf.
De datum van het proces werd pas vastgesteld nadat verschillende voorlopige moties waren opgelost. In april 2020 ontkende senior Amerikaanse districtsrechter Donetta Ambrose een verdediging van de federale doodstraf. In oktober 2020 wees rechter Ambrose een motie van de verdediging af om aanklachten af te wijzen die waren ingediend op grond van de Hate Crimes Prevention Act en Church Arson Prevention Act. In november 2021 besloot de verdediging dat zij geen verdediging tegen waanzin of verstandelijke beperking zou voeren. In januari 2022 ontkende rechter Ambrose, na een eerdere bewijskrachtige hoorzitting, het verzoek van Bowers om bewijsmateriaal te onderdrukken van verklaringen die hij had afgelegd nadat hij op de dag van de aanval door de politie, in een ambulance en in het ziekenhuis was gearresteerd.
Nadat rechter Ambrose in februari 2022 met pensioen ging, werd de zaak willekeurig toegewezen aan de Amerikaanse districtsrechter Robert J. Colville. In maart 2022 wees Colville het verzoek van Bowers voor een verandering van locatie af.

##### Proces
In september 2022 besloot rechter Colville dat het proces in april 2023 zou beginnen, waarbij hij een bod van de verdediging om het proces uit te stellen tot december 2023 afwees. In maart 2023 begonnen leden van de jurypool vragenlijsten in te vullen. Het juryselectieproces begon op 24 april, waarbij twaalf juryleden en zes plaatsvervangers werden geselecteerd.
Het proces begon op 30 mei 2023. Aanklagers riepen zestig getuigen op, terwijl de verdediging geen getuigen opriep. Onder de getuigen die getuigden waren onder meer overlevenden van de aanval, waaronder gemeenteleden en rabbijn Jeffrey Myers. Het bewijsmateriaal dat aan de jury werd voorgelegd, omvatte onder meer opnames van 9-1-1-oproepen toen de aanvallen zich ontvouwden (inclusief van enkele van de doden), en getuigenissen van politieagenten die uiteindelijk de schutter onderwierpen; van getuigen-deskundigen op het gebied van medicijnen, wapens en computers; van de FBI-agenten en rechercheurs die de zaak hebben onderzocht; van een paramedicus die ter plaatse reageerde; en van de directeur van het Allegheny County Medical Examiner's Office. Er werden ook foto's als bewijsmateriaal geïntroduceerd, waaronder foto's van uitvoerig gedocumenteerde bloedvlekken, kogelfragmenten en granaathulzen, en ook op het lichaam gedragen camerabeelden van de politie werden aan de jury getoond. De antisemitische posts op sociale media van Bowers werden ook als bewijsmateriaal geïntroduceerd. Na elf dagen getuigenis vertelden de aanklagers de jury in hun slotpleidooi dat Bowers "koude, berekende, weloverwogen keuzes" had gemaakt bij de schietpartij. De raadsman van Bowers gaf toe dat hij alle slachtoffers dodelijk had neergeschoten, maar voerde aan dat er twijfel bestond over zijn specifieke bedoelingen: "waarom hij deed wat hij deed en wat hij dacht dat hij daarmee zou bereiken."
Op 16 juni 2023 werd de 50-jarige Bowers schuldig bevonden aan alle 63 federale aanklachten, waaronder 11 aanklachten wegens het belemmeren van de vrije uitoefening van religieuze overtuigingen, met de dood tot gevolg; de jury deed uitspraak na vijf uur beraadslaging gedurende twee dagen.

###### Fase van veroordeling
De fase van de veroordeling begon op 16 juni 2023, waarbij de jury argumenten hoorde om te beslissen of Bowers ter dood of levenslang zonder voorwaardelijke vrijlating moest worden veroordeeld. De advocaten van Bowers probeerden de jury ervan te overtuigen dat Bowers aanzienlijke hersenschade had en werd beïnvloed door een psychische aandoening of wanen. Aanklagers benadrukten daarentegen bewijs waaruit blijkt dat Bowers zijn aanval uitgebreid had gepland en gemotiveerd was door antisemitisme, zoals blijkt uit zijn talrijke tirades op sociale media en verklaringen aan de politie na de aanval.
Drie artsen van het University of Pittsburgh Medical Center (twee radiologen en een neuroloog) getuigden over hun evaluatie van hersenscantests (een EEG, PET en MRI) van Bowers in 2021 en 2022. Ze vonden de tests grotendeels normaal. Twee defensie-experts getuigden daarentegen dat ze geloofden dat Bowers "aanzienlijke hersenschade had die in verband kon worden gebracht met schizofrenie" en het gedrag zou kunnen beïnvloeden. Een afzonderlijke defensie-expert, een forensisch psycholoog van de Universiteit van Noord-Texas, getuigde over zijn mening na twintig uur onderzoek van Bowers gedurende vier dagen in 2022. Hij getuigde dat Bowers "trots" was op zijn aanval en betreurde het dat niet meer mensen werden gedood, en vond dat hij medailles en een parade verdiende. De psycholoog was van mening dat Bowers "schaamteloos psychotisch" is en aan schizofrenie lijdt, maar was het er bij kruisverhoor mee eens dat hij "doelgericht" was en plande de aanval maar liefst zes maanden van tevoren. Afzonderlijk getuigde een neuroloog die Bowers in 2021 onderzocht, als defensie-expert en meende dat Bowers schizofrenie en epilepsie had. Bij een kruisverhoor erkende de verdedigingsneuroloog dat Bowers niet "niet in staat" was de schietpartij te beramen, maar getuigde dat "zijn redenen om het te plannen onbetrouwbaar zijn in zijn brein." De verdediging heeft bewijsmateriaal voorgelegd van Bowers' lange geschiedenis van ernstige psychische aandoeningen, waaronder meerdere zelfmoordpogingen sinds zijn tienerjaren, een incident waarbij hij op dertienjarige leeftijd 'brandbare vloeistof naar zijn moeder gooide en deze probeerde aan te steken', en drie gevallen van onvrijwillige zelfmoord. toezegging, de laatste in 2004.
Op verzoek van de verdediging werd de fase van de veroordeling opgesplitst in twee delen (elk met zijn eigen openingsverklaringen, slotargumenten en jurybeslissing): (1) of Bowers in aanmerking kwam om ter dood te worden veroordeeld en (2) de selectie van de zin. Op 13 juli 2023 oordeelde de jury na twee uur beraadslaging dat Bowers in aanmerking kwam voor een doodvonnis. Na twee dagen verder te hebben beraadslaagd over de straf, nam de federale jury op 2 augustus een unaniem besluit om Bowers tot de doodstraf te veroordelen. Bowers was de eerste crimineel die tijdens het presidentschap van Joe Biden door de Amerikaanse federale regering ter dood werd veroordeeld.
Op 3 augustus 2023 werd Bowers formeel ter dood veroordeeld. Op 26 augustus 2023 werd Bowers overgebracht naar de hechtenis van het Federal Bureau of Prisons en in de dodencel geplaatst in de Amerikaanse gevangenis Terre Haute.

### Strafprocedures door de staat
Bowers werd ook beschuldigd van 36 aanklachten wegens misdrijven, waaronder 11 aanklachten wegens moord, zes aanklachten wegens zware mishandeling, zes aanklachten wegens poging tot strafrechtelijke moord en 13 aanklachten wegens etnische intimidatie. De staatsaanklachten werden opgeschort in afwachting van het federale proces.